# 北方對策本部
北方對策本部（日语：／*/? ）是日本的政府机构，也是內閣府的特设机构。

## 历史
- 1972年5月15日 - 北方对策本部成立为总理办公室的一个机构。
  - 随着冲绳开发署的成立，冲绳北部领土事务厅也被廢止，設立爲接管北方對策事務的組織。
  - 本部部长由国务大臣充任，兼任总理大臣官厅总务长官兼总理大臣官邸总务总务副长官（负责行政事务）被任命为总部副主任。
- 1984年7月1日 北方对策本部移交统筹署特别机关。
  - 通过整合大部分总理办公室总部和行政管理机构，随着管理和协调机构的成立而转移。
  - 本部長由總務廳長官國務大臣擔任，副本部長由總務事務次官擔任。
- 2001年1月6日 - 北方对策本部迁入内阁府特别机关。
  - 由于中央省厅的重组，统筹厅的管辖事务被分配给了总务省和内阁府。
  - 负责冲绳和北部地区事务的部长将担任本部部长，本部副部长将由部长任命的内阁府参事长（副部长级）担任。

## 组织架构
組織的負責人是北方對策本部長，其下設副本部長。另外，爲了幫助副本部長的事務，還分別安排了審議官和參贊。根據內閣府設置法，北方對策本部長由內閣府特命擔當大臣（沖繩及北方對策）擔任。同樣，根據內閣部本部組織令，由內閣部審議官擔任副本部長。

## 概述
为实现北部地区（择捉岛、国后岛、色丹岛、齿舞群岛）的回归，与中央省厅及地方自治体协调合作，解决北部领土问题的公共机构。計劃與內閣部管轄的獨立行政法人北方領土問題對策協會和以各都道府縣爲單位設置的北方領土返還運動都道府縣民會議等北方領土問題相關團體進行合作。

### 事務範圍
- 關於北方地區各種問題的處理事項
- 關於對北方領土問題及其他有關北方地區的諸問題的國民輿論的啓發。
- 關於對北方地區有生活根據地的人採取援護措施，以及推進其他北方地區相關事務（外務省管轄的除外）。
- 關於編制有關內地和北方地區身份關係事項及其他事實的公證文件。
- 關於內地與北方地區之間需要解決的事項的聯絡、調解及處理。